# Déjala correr
Déjala correr è un film del 2001 diretto da Alberto Lecchi e scritto da Enrique Cortés e dallo stesso regista, basato sul libro dei scrittori Nicolás Muñoz Avia e Rodrigo Muñoz Avia intitolato Rewind. Il film fu girato a Buenos Aires. Fu pubblicato il 4 ottobre 2001 nei cinema argentini.
Racconta la storia di Diego, un ragazzo che consegna pizze, che vuole conquistare Monica. Invitata a casa sua, la festa si trasforma in una grande confusione. L'indomani mentre Diego mette a posto la sua casa, trova una strana videocamera che schiacciando il tasto "rewind" (indietro) lo fa tornare indietro nel tempo.